# Industrial-Management-Studium
Ein Industrial-Management-Studium ist ein interdisziplinäres Studienprogramm, das die Bereiche Betriebswirtschaftslehre, Ingenieurwissenschaften und Technologie kombiniert. Das Ziel des Studiums ist es, den Studierenden ein breites Wissen in diesen Bereichen zu vermitteln und sie auf eine Karriere im Bereich des Managements von Industrieunternehmen vorzubereiten. In einem Industrial-Management-Studium werden Themen wie Produktionsmanagement, Logistik, Qualitätsmanagement, Finanzmanagement, Innovationsmanagement, Marketing und Unternehmensführung behandelt. Dabei liegt der Fokus darauf, wie technologische Entwicklungen und Prozesse in Unternehmen gestaltet, optimiert und verwaltet werden können.

## Berufsmöglichkeiten
Das Studium ist in der Regel praxisorientiert und umfasst Projekte, Praktika und Fallstudien, um den Studierenden die Möglichkeit zu geben, das Gelernte in der Praxis anzuwenden. Nach Abschluss des Studiums können Absolventen in verschiedenen Branchen und Bereichen arbeiten, wie zum Beispiel in der
- Produktion,
- im Supply Chain Management,
- im Qualitätsmanagement,
- im Projektmanagement oder im
- Innovationsmanagement.[1]

## Hochschulen in Österreich
In Österreich gibt es zahlreiche Hochschulen, die ein Industrial-Management-Studium anbieten. Einige Beispiele dafür sind:
- FH Joanneum, Graz, Kapfenberg und Bad Gleichenberg
- FH Oberösterreich, Hagenberg, Linz, Steyr und Wels
- FH Technikum Wien
- FH Wiener Neustadt
- FH Vorarlberg, Dornbirn
- TU Graz
- WU Wien

Die genauen Studiengänge und Schwerpunkte können jedoch von Hochschule zu Hochschule unterschiedlich sein. Es ist daher ratsam, sich über die verschiedenen Studienprogramme und deren Inhalte zu informieren und gegebenenfalls auch die Zulassungsvoraussetzungen, Studiendauer und Studiengebühren zu vergleichen, um das passende Studienprogramm für sich zu finden.